# Liberty Coca-Cola Beverages
La Liberty Coca-Cola Beverages est un embouteilleur indépendant de Coca-Cola et de boissons non alcoolisées dans la région de New York, New Jersey et Philadelphie créée en 2017 à la suite de la vente par la Coca-Cola Company d'usines de productions. 

## Historique
Le 30 octobre 2017, la société Liberty Coca-Cola Beverages annonce acquérir auprès de la Coca-Cola Company les activités d'embouteillage de la région du Grand New York,. L'entreprise a été fondée par Paul Mulligan et Fran McGorry, anciens responsables de Coca-Cola Refreshments.
En janvier 2019, les fondateurs de Liberty Coca-Cola annoncent leurs intentions de toucher les communautés avec des messages et produits pour les hispaniques, sino-américains, coréens ou les philadelphiens. Le 5 février 2019, Liberty Coca-Cola lance une édition limitée de canettes pour le Nouvel An chinois semblable à celles distribuées en Chine et à Hong Kong.